# Red Flag (album)
Red Flag è il quarto album in studio del gruppo musicale britannico All Saints, pubblicato l'8 aprile 2016 dall'etichetta London Records.
Pubblicato a dieci anni di distanza dall'ultimo lavoro in studio della band, Studio 1, è stato prodotto, tra gli altri, da K-Gee, Hutch, The Invisible Men e Utters. Le lavorazioni iniziarono nell'aprile 2014, dopo il tour In a World Like This.
Il primo singolo estratto dal disco, One Strike, è stato pubblicato il 23 febbraio 2016.

## Tracce
1. One Strike – 3:33 (Shaznay Lewis, Pete Hutchings)
2. One Woman Man – 4:01 (Shaznay Lewis, Dan Radclyffe)
3. Make U Love Me – 3:46 (Shaznay Lewis, James Dring, Jody Street)
4. Summer Rain – 3:43 (Shaznay Lewis, Fred Ball)
5. This is a War – 4:49 (Shaznay Lewis, Jonny Coffer, Jonathan Lipsey)
6. Who Hurt Who – 4:00 (Melanie Blatt, Sasha Scarbek)
7. Puppet On a String – 3:24 (Shaznay Lewis, Fred Ball)
8. Fear – 3:56 (Shaznay Lewis, George Astasio, Jason Pebworth, Jon Shave, James Draper)
9. Ratchet Behaviour – 3:54 (Shaznay Lewis, Karl Gordon, Cleopatra Humphrey, Lexie Lee)
10. Red Flag – 4:19 (Shaznay Lewis, Karl Gordon)
11. Tribal – 4:05 (Shaznay Lewis, Karl Gordon)
12. Pieces – 4:06 (Shaznay Lewis, Karl Gordon)